# 文錦渡事件
文錦渡事件（英語：Man Kam To Incident）是香港六七暴動期間發生於1967年8月的一場邊境衝突。
事件源於一批穿梭邊境作業的華界搬運工人在文錦渡警崗張貼大字報，但香港警察後來把大字報撕走和在警崗外架設鐵絲網，引起搬運工人不滿。8月10日，搬運工人包圍文錦渡警崗，其後挾持到場調停的大埔理民官鮑富達、駐港英軍麥仕德中校和邊境警區披頓等人員，並迫令對方解除武裝和繳械。鮑富達、麥仕德和披頓在武力威迫下於翌日凌晨簽署一份「認罪保證書」後，眾人始獲釋放和發還被奪走的武器。香港政府於同日清晨宣佈對有關文件不予承認，同時宣佈全面封閉中港邊境，以待局勢緩和。

## 背景
1967年5月，香港爆發了持續大半年的六七暴動，暴動源於一家塑膠花廠勞資糾紛引發的工潮，工潮在左派的介入和文化大革命風潮席捲香港的情況下愈演愈烈。左派份子從5月6日開始與警方發生連場衝突，迫使香港政府一度實施局部地區宵禁，左派團體其後更成立「港九各界同胞反對港英迫害鬥爭委員會」（簡稱「鬥委會」），以「反英抗暴」為號召挑戰殖民地政府，對殖民地政府的管治構成威脅。
另一邊廂，香港邊境沙頭角還於7月8日爆發沙頭角槍戰，當日數百名來自華界的中國大陸民兵闖入英界襲擊沙頭角警崗，造成五名警員殉職和11名警員受傷。駐港英軍在事件中奉召驅逐越境進入英界的大陸民兵，同時港府也宣佈對沙頭角實施宵禁。事後英軍和啹喀兵暫代警方的邊境巡邏工作，但邊境局勢仍然不穩。

## 經過

文錦渡事件期間，麥仕德（前排左一）、大埔理民官鮑富達（前排左二）和邊境警區警司披頓（前排左四）等軍警被手持武器的大陸工人包圍

麥仕德、鮑富達和披頓在文錦渡事件當中被迫簽署的「認罪保證書」（左）和「收據」（右）

8月5日，大約30名穿梭邊界從事食品搬運的大陸工人由華界抵達英界的文錦渡關卡時，不滿原本張貼於橋頭警崗牆上宣揚毛澤東思想的標語被撕走，憤而奪走警崗內的兩把槍枝，並且包圍和闖入警崗。時任大埔理民官鮑富達（Trevor Bedford）和第48啹喀步兵旅旅長馬田准將（Brigadier Peter Martin）隨後到場調停，兩人簽署了一份保證書，准許工人在英界內張貼非煽動性標語、確保大陸居民在英界的安全、以及不反對大陸居民在英界內舉行學習毛澤東思想的集會，工人方才散去。
8月9日，又一批大陸搬運工人在文錦渡英界內張貼大字報，但晚上被邊境當局以大字報具煽動性內容為理由撕走，當局還於文錦渡的英界橋頭架起鐵絲網，防止有人走近警崗。翌日下午約1時30分，一名大陸搬運工人因為手推車被鐵絲網撞翻而報稱受傷，未幾約40多名搬運工人包圍警崗，要求當局回應他們的三點訴求，即履行8月5日的三項保證、拆除鐵絲網、以及向受傷的搬運工人作出賠償。這次鮑富達在瑪麗公主直屬第10啹喀來福槍團第1營副營長麥仕德中校等軍警陪同下前來調停，但雙方談判陷入膠著狀態，包圍警崗的工人更將鮑富達和麥仕德等人困在警崗之內，而包括第10啹喀來福槍團第1營在內的英軍則在文錦渡外圍戒備。
8月10日晚上約11時，這批大陸工人用鐵勾和斧頭撞破鐵絲網，繼而衝入警崗挾持鮑富達、麥仕德、英軍和警務人員等十多人，迫令他們解除武裝和繳械。隨後，鮑富達和麥仕德等指揮人物被解到警崗外的文錦渡橋頭，當時英軍擔心工人會把人質押往華界而計劃展開營救，但鮑富達和麥仕德則以擴音器叫英軍不要輕舉妄動。被挾持期間，鮑富達和麥仕德等人多番被工人強迫簽署一份「認罪保證書」，以接納工人較早時開出的三點訴求，但起初被他們拒絕。雙方糾纏了一段時間後，有工人拿著斧頭走到鮑富達面前，另一工人則用利刀指著他的背部，而麥仕德也被人用手槍指著背部。結果鮑富達、麥仕德和邊境警區警司披頓（William Paton）三人在工人的武力威嚇下就範和簽署「認罪保證書」。簽署後，工人把鮑富達、麥仕德和披頓等八人帶到文錦渡關卡的橋上宣讀「認罪保證書」，最終於8月11日清晨約5時釋放他們，並發還奪走的武器，事件才告平息。港府事後立即於8月11日清晨發表聲明，強調鮑富達等人在受到生命威脅的情況下簽署「認罪保證書」，對有關文件不予承認，同時宣佈全面封閉中港邊境，以待局勢緩和。

## 註腳
1. ↑  〈六七暴動40周年回顧：走過香港文革的歲月〉（2007年5月6日）
2. ↑  《文化大革命志補卷一：赤禍香港》（造訪於2016年12月28日）
3. 1 2  張家偉（2012年），頁111。
4. ↑  張家偉（2012年），頁111至112。
5. 1 2  "Major General Ronald McAlister - obituary" (22 September 2015)
6. ↑  張家偉（2012年），頁112。
7. 1 2  張家偉（2012年），頁114。
8. 1 2 3 4  〈共區暴徒衝入文錦渡，搗毀鐵絲網奪軍警槍械，用刀斧脅迫理民官簽字〉（1967年8月12日）
9. ↑  張家偉（2012年），頁114至115。
10. 1 2  張家偉（2012年），頁115。
11. 1 2 3  〈華界暴徒越界滋事，奪去英軍三枝槍械〉（1967年8月11日）
12. 1 2 3 4 5 6  〈文錦渡大捷詳情：港英露醜後嚇得封鎖邊界棄守警署〉（1967年8月12日）
13. ↑  "Major-General Ronald McAlister" (12 September 2015)

### 英文資料
- "Major General Ronald McAlister - obituary （页面存档备份，存于）", The Daily Telegraph, 22 September 2015.
- "Major-General Ronald McAlister", The Times, 12 September 2015.

### 中文資料
- 〈華界暴徒越界滋事，奪去英軍三枝槍械〉，《工商晚報》第一頁，1967年8月11日。
- 〈共區暴徒衝入文錦渡，搗毀鐵絲網奪軍警槍械，用刀斧脅迫理民官簽字〉，《香港工商日報》第四頁，1967年8月12日。
- 〈文錦渡大捷詳情：港英露醜後嚇得封鎖邊界棄守警署〉，《大公報》第一張第一及第三版，1967年8月12日。
- 〈六七暴動40周年回顧：走過香港文革的歲月 （页面存档备份，存于）〉，《香港蘋果日報》，2007年5月6日。
- 張家偉著，《六七暴動：香港戰後歷史的分水嶺》。香港：香港大學出版社，2012年。 ISBN 978-9-88808-396-1
- 《文化大革命志補卷一：赤禍香港》。延陵科學綜合室，造訪於2016年12月28日。

## 外部連結
- 六七暴動.香港.45週年 （页面存档备份，存于）